# 長野県道35号長野真田線
長野県道35号長野真田線（ながのけんどう35ごう ながのさなだせん）は、長野県長野市中御所一丁目の国道19号交点から、新地蔵峠を経て上田市真田町本原の長野県道4号真田東部線交点を結ぶ主要地方道。

## 概要

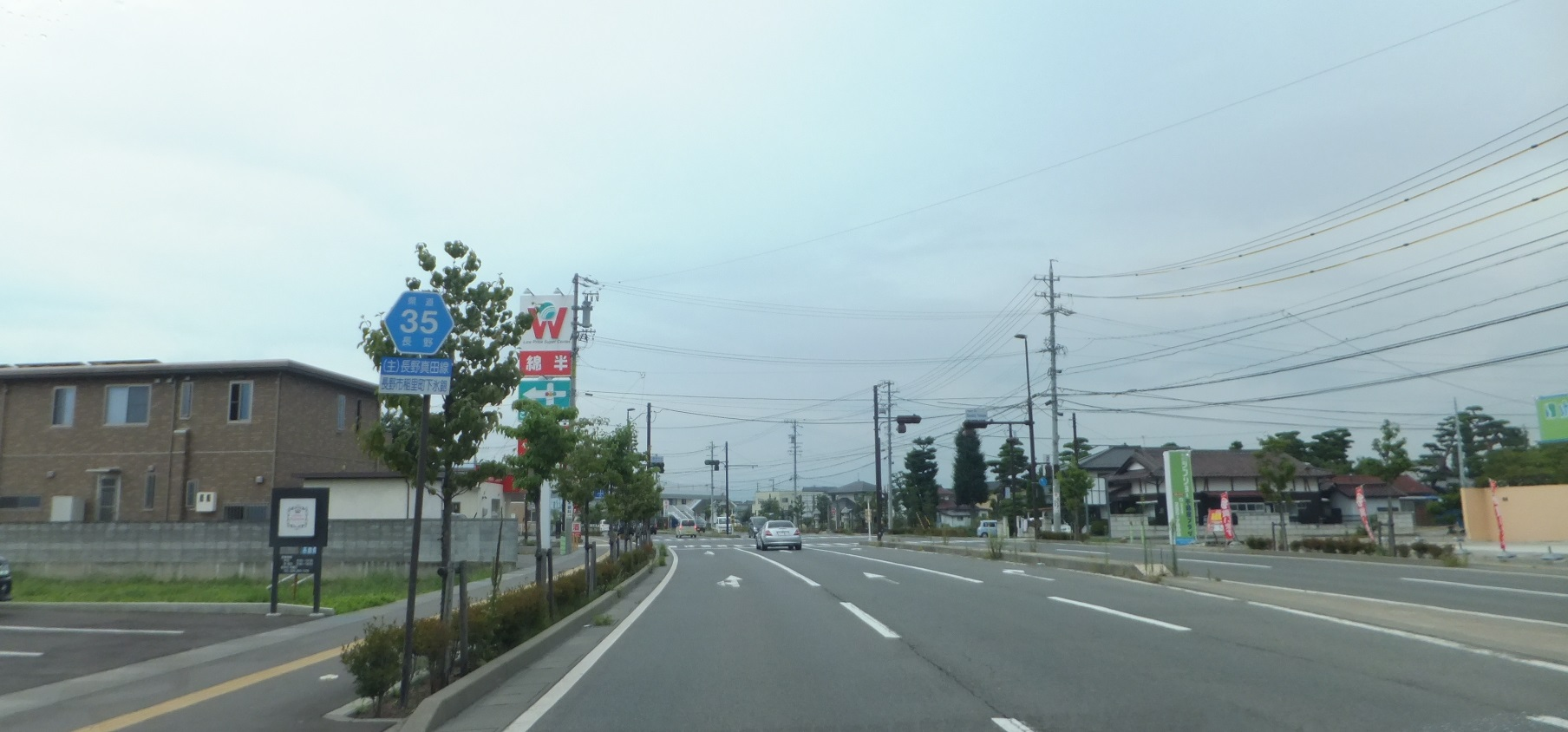
本道の標識
長野市稲里町下氷鉋で撮影

長野市内においては、長野市街地と上信越自動車道長野IC・松代方面とを結ぶメインルートとして機能している。長野ICの開通以来、順次拡幅が進み、2010年（平成22年）に開通した小島田バイパスによって長野市街地 - 長野ICが全線4車線化された。
なお、以前は長野市南石堂町（末広町交差点）を起点とし、丹波島橋までは国道117号（県庁通り）の東に並行する荒木通り（現・長野市道長野西812号線）が県道指定されていた。この区間は旧北国街道にあたる一方通行の隘路であり、北陸新幹線の建設に伴い信越本線を越える跨線橋が撤去（歩行者用跨線橋に架け替え）されるなどして2002年（平成14年）に指定を解かれ、中御所交差点（起点）から下氷鉋交差点まで国道117号に重複する現在の形となっている。
上信越自動車道長野ICを過ぎて長野市松代では、城下町の歴史的な街並みをジグザグに通過する現道と、その500mほど東方に迂回する松代バイパスに分かれる。松代バイパスは、天井川であったため1996年（平成8年）に付け替えられた蛭川（旧関屋川）の廃川敷を活用して、2022年（令和4年）に全線開通した。
松代より先は新地蔵峠を経て上田方面へ向かう近道となっているが、新地蔵峠は九十九折の難所である。

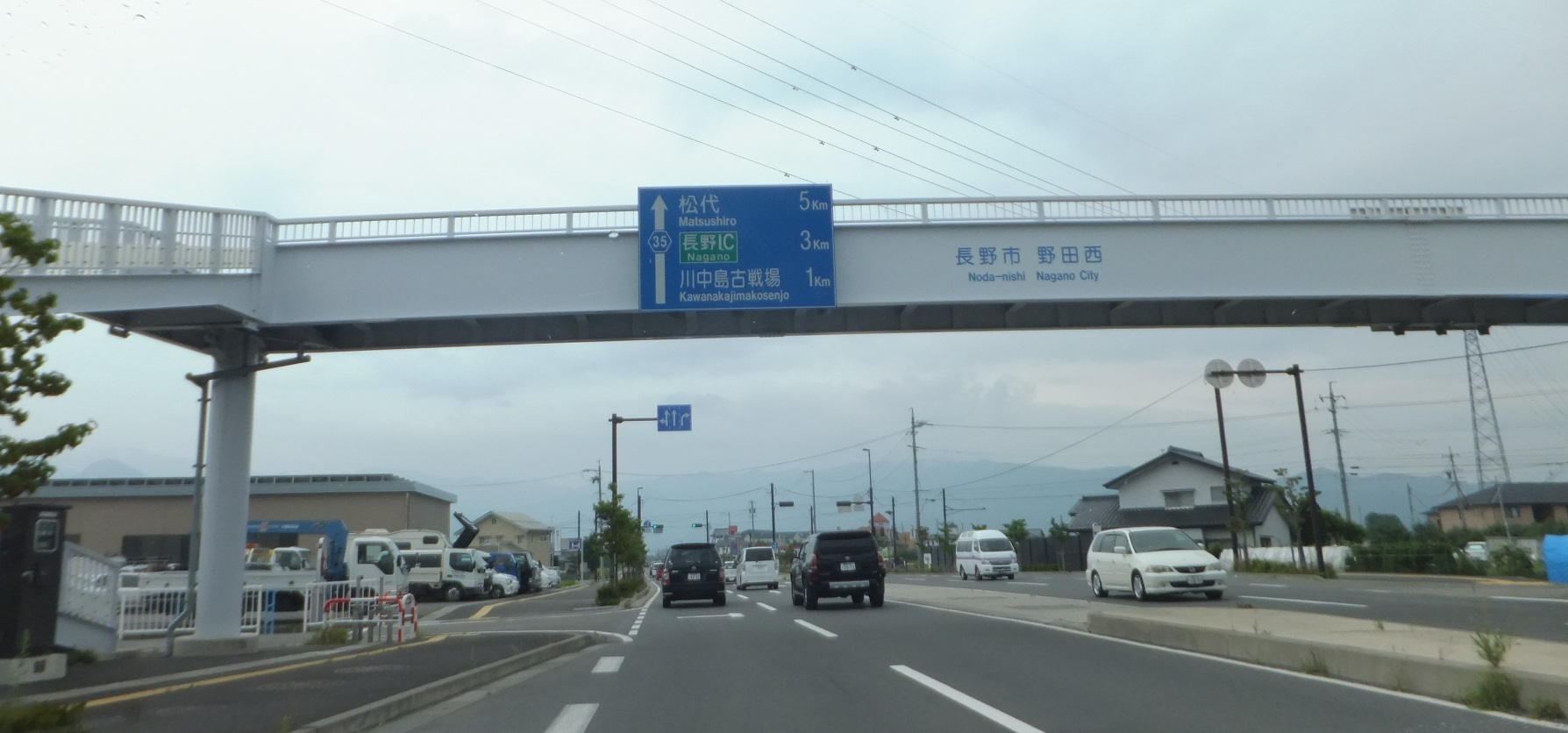
国道19号長野南バイパスとの交点付近 長野市小島田町で撮影
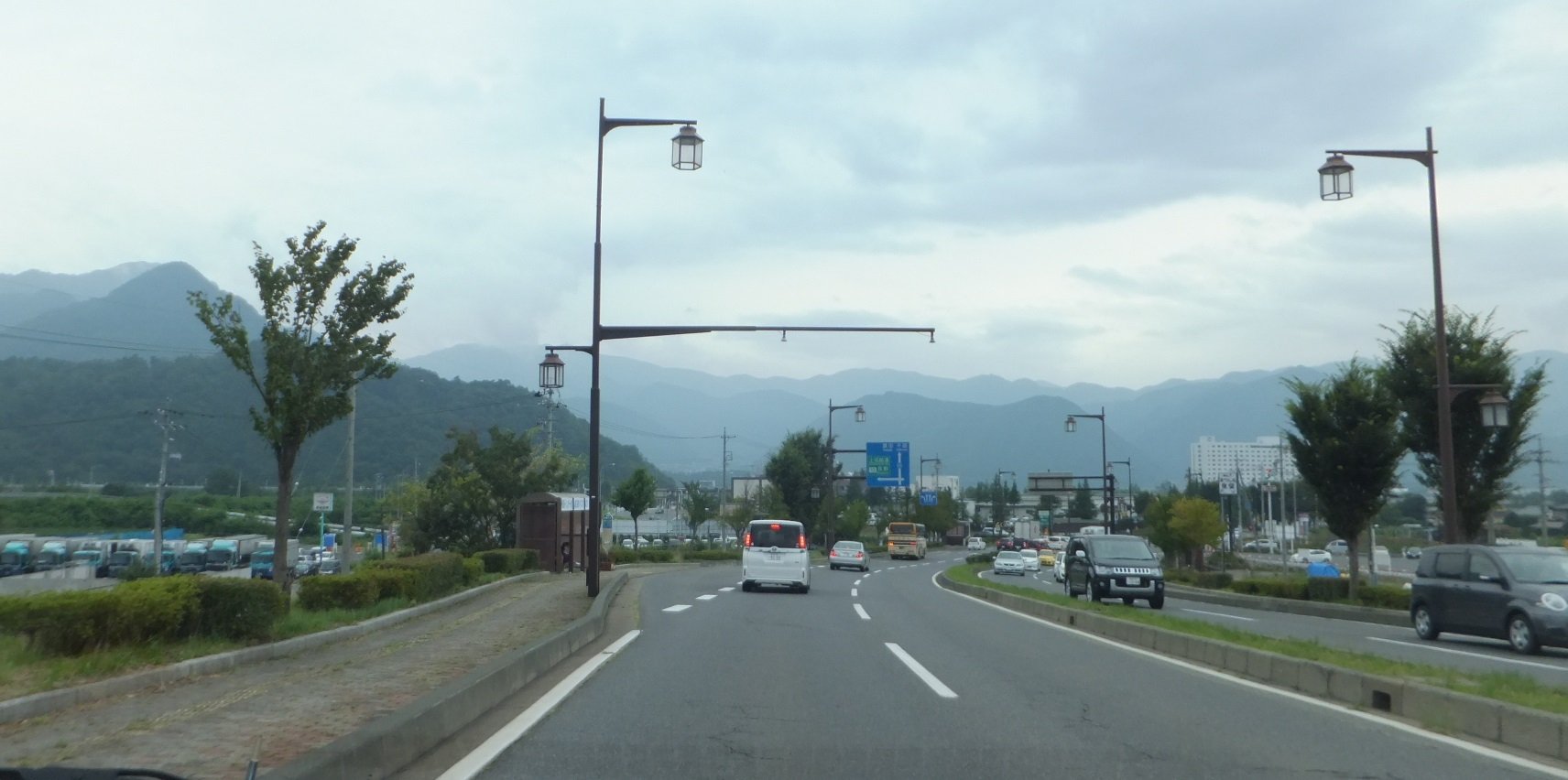
長野インターチェンジ付近 長野市松代町東寺尾で撮影
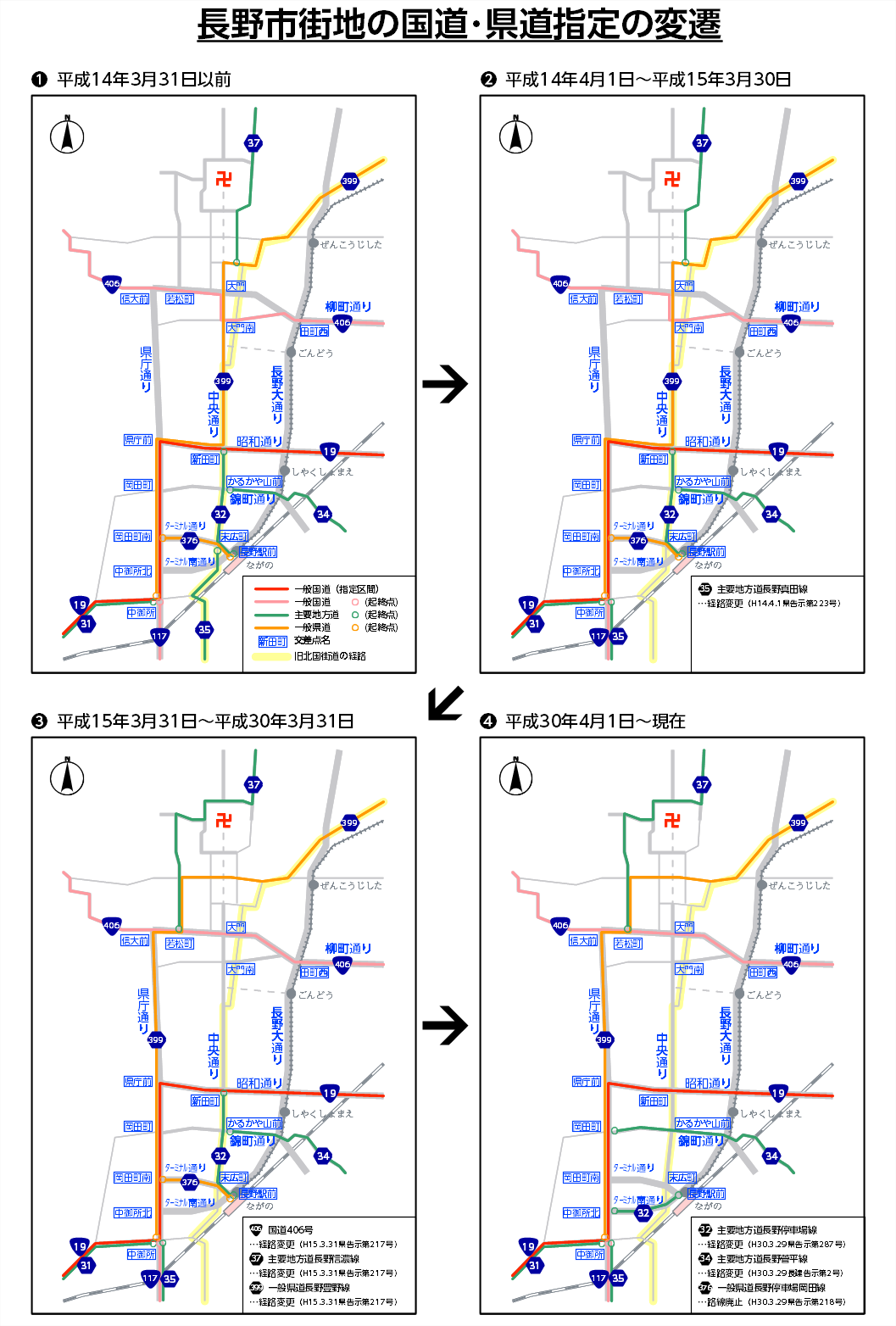
起点付近の経路の変遷
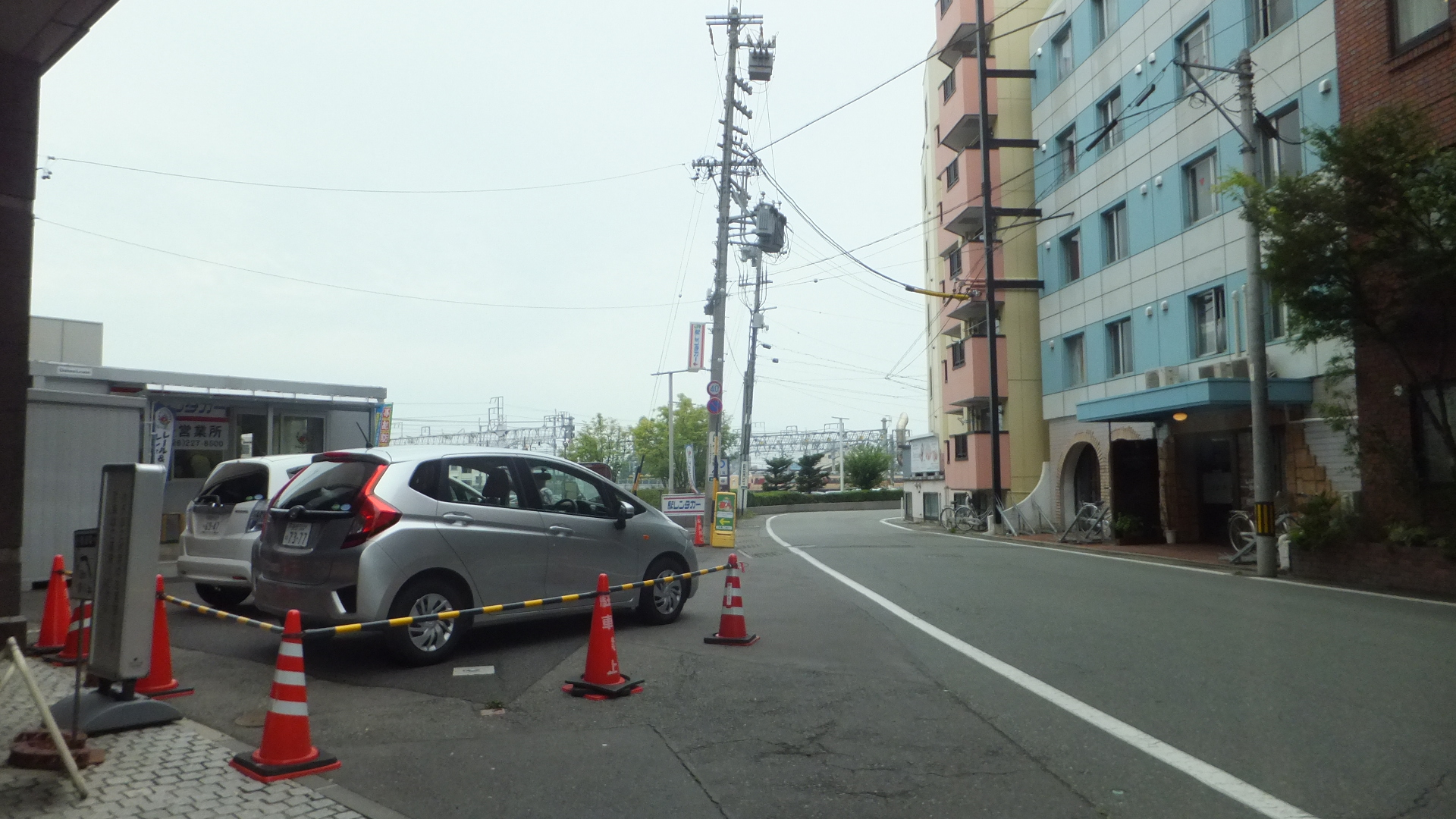
2002年（平成14年）までの指定区間 長野市南石堂町で撮影

### 路線データ
- 路線認定[4]
  - 起点：長野市
  - 終点：上田市真田町（路線認定時は小県郡真田町[5]）
  - 重要な経過地：なし
- 道路の区域[6]
  - 起点：長野市中御所一丁目18番の2地先（国道19号交点＝中御所交差点）
  - 終点：上田市真田町本原字中平3008番の1地先（長野県道4号真田東部線交点）
  - 実延長：35.1817km
- 幅員
  - 4車線：起点 - 長野インター南交差点 / 松代バイパス長野インター南交差点 - 城北団地北交差点
  - 2車線：長野インター南交差点 - 終点 / 松代バイパス城北団地北交差点 - 皆神台西交差点
- 道路法第7条第1項該当号：1号[7]

### 沿革
- 1964年（昭和39年）12月28日 - 長野松代線・矢沢松代線の一部を主要地方道長野真田線へ指定[8]。
- 1966年（昭和41年）1月13日 - 長野真田線の認定[5]。
- 1968年（昭和43年）9月19日 - 長野市松代町豊栄赤柴 - 新地蔵峠の改良が完成し、全通。当時の起点は長野市南石堂町（末広町交差点）。
- 1992年（平成4年）8月6日 - 川中島橋（大正15年架橋）に代わり、松代大橋が長野市篠ノ井杵淵 - 松代町西寺尾の千曲川に架けられる。のち1994年（平成6年）4車線化。
- 1994年（平成6年）4月 - 北陸新幹線の建設に伴い長野市中御所一丁目 - 中御所二丁目に架かっていた跨線橋が撤去され、全線通しての通行はできなくなる。
- 2002年（平成14年）4月1日 - 区域変更。起点が長野市中御所一丁目とされ、起点 - 下氷鉋一丁目が国道117号との重複区間となる[1]。
- 2010年（平成22年）11月23日 - 小島田バイパス（L=1.3 km）供用開始[9]。長野市街地 - 長野ICがすべて4車線化される。
- 2013年（平成25年）
  - 1月28日 - 長野市松代町西寺尾（上高相交差点） - 同市松代町清野（中道島交差点）の国道403号が長野県道385号松代篠ノ井線（松代バイパス）のルートに指定替えされ、上高相交差点 - 松代町松代木町での本路線との重複が解消される[10]。
  - 1月31日 - 区域変更。小島田バイパスに並行する旧道（L=1.1 km）が指定から外れる[11]。
- 2016年（平成28年） - 更北地区住民自治協議会が、丹波島橋南詰 - 川中島古戦場史跡公園の間（L=約 4km）について同地区内での公募等により更北・古戦場街道の愛称を定める。のち、2019年（令和元年）10月に川中島古戦場史跡公園駐車場に案内板を設置[12]。
- 2018年（平成30年）5月17日 - 松代バイパスのうち東条小学校西交差点 - 皆神台西交差点の間（L=1.1 km）が部分供用[13][14][3]。
- 2022年（令和4年）3月20日 - 松代バイパスのうち長野インター南交差点 - 東条小学校西交差点の間（L=1.8 km）が供用され、全線開通（L=2.9 km）[13][15][3]。

### 主要構造物
- 松代大橋（まつしろおおはし＝長野市篠ノ井杵淵 - 同市松代町東寺尾）
  - 全長：568.0 m
  - 幅員：23.0 m（うち車道13.0 m＝4車線）

千曲川に架かる橋梁。本路線を長野ICアクセス道路として整備するに当たり、200 mほど上流にあった川中島橋（全長494.9 m・幅員5.5 m・1926年（大正15年）完成、既撤去）に代わって1992年（平成4年）8月6日に暫定2車線で開通した。1994年（平成6年）4車線化。

## 別名
- 県庁通り（中御所交差点 - 丹波島橋北詰）
- 更北・古戦場街道（丹波島橋南詰 - 川中島古戦場史跡公園前）

## 重複区間
- 国道117号（中御所交差点 - 下氷鉋交差点）
- 国道403号（長野インター南交差点 - 上高相交差点）

## 交差・接続する道路

### 長野市
↑ 国道117号との重複区間のうち起点 - 丹波島橋については県庁通り (長野県)を参照
- 青木島交差点（青木島四丁目）
  - 長野県道77号長野上田線
- 下氷鉋交差点（下氷鉋一丁目）
  - 国道117号 - ※重複区間ここまで
  - 長野県道380号関崎川中島停車場線
- 下氷鉋・塔之腰交差点（稲里町下氷鉋）
  - 国道19号（長野南バイパス）
- 小島田交差点（小島田町）
  - 長野県道445号川合川中島線
- 古戦場入口交差点（小島田町）
  - 国道18号（篠ノ井バイパス）
- 赤川交差点（篠ノ井西寺尾）
  - 市道（南長野公園通り）
- 長野インター交差点（松代町東寺尾）
  - 上信越自動車道（長野IC）
- 長野インター南交差点（松代町西寺尾）
  - 国道403号（谷街道） - ※重複区間ここから
  - 松代バイパス
- 上高相交差点（松代町西寺尾）
  - 国道403号（松代バイパス） - ※重複区間ここまで
- 皆神台西交差点（松代町東条）
  - 松代バイパス
- 新地蔵峠付近（松代町豊栄白石地籍）
  - 長野県道392号白石千曲線（※通行不能区間）

#### 松代バイパス
↑ 現道
- 長野インター南交差点（松代町西寺尾＝バイパス起点）
  - 国道403号（谷街道）
- 皆神台西交差点（松代町東条＝バイパス終点）

↓ 現道

### 上田市
- 傍陽バス停付近（真田町傍陽）
  - 長野県道158号傍陽菅平線
- 荒井交差点（真田町長）
  - 国道144号（真田バイパス）
- 御屋敷公園付近（真田町本原＝終点）
  - 長野県道4号真田東部線

## 沿道

### 長野市
- 長野日本無線本社
- 川中島古戦場史跡公園
  - 長野市立博物館
- メルキュール長野松代リゾート＆スパ
- 松代消防署
- 松代城
- 長野市役所松代支所
- 松代温泉
- 長野県松代高等学校
- 長野県警察学校
- 長野県警察機動センター
  - 機動隊
  - 交通機動隊
- 皆神山

### 上田市
- 上田市役所真田自治センター
  - 真田文化会館
- 上田地域広域消防本部真田消防署
- 真田氏館跡